# Beneath the Remains
Beneath the Remains er det tredje studiealbum af det brasilianske thrash metal-band Sepultura, som blev udgivet i 1989. Det var deres første udgivelse gennem Roadrunner Records. Til dato har albummet solgt over 600.000 eksemplarer verden over.
Beneath the Remains har en anderledes produktion og skarpere budskab i sangene, sammenlignet med gruppens tidligere materiale. Selve albummet anses for at være en klassiker indenfor thrash- og dødsmetal. Ifølge vokalist Max Cavalera var det med denne udgivelse, at Sepultura "virkelig fandt deres stil."
Dette var bandets første album med det logo de ville bruge helt op til Nation albummet. Det var også deres første udgivelse med Michael Whelan som omslagsdesigner – i dette tilfælde Nightmare in Red.".
Max Cavalera rejste til New York i februar 1988, og brugte en hel uge på at forhandle med Roadrunnerpladeselskabet. Selvom de tilbød Sepultura en 7-albums pladekontrakt, var pladeselskabet usikre på gruppens salgspotentiale. Albummets budget var lille (regnet til omkring $8,000), men endte med at koste det dobbelte.
Scott Burns som tidligere havde arbejdet med store Florida dødsmetal-grupper som Obituary, Death og Morbid Angel, blev valgt til producer. Burns gik med til at arbejde for den lave pris af $2,000, da han var nysgerrig omkring Brasilien.
Sepultura brugte sidste halvdel af december på indspilningerne i Nas Nuvens Studio i Rio de Janeiro, fra klokken 8 om aftenen til klokken 5 om morgenen.

## Sporliste
1. "Beneath the Remains" – 5:11
2. "Inner Self" – 5:07
3. "Stronger Than Hate" – 5:50
4. "Mass Hypnosis" – 4:22
5. "Sarcastic Existence" – 4:43
6. "Slaves of Pain" – 4:00
7. "Lobotomy" – 4:55
8. "Hungry" – 4:28
9. "Primitive Future" – 3:08
10. "A Hora E A Vez Do Cabelo Nascer"
11. "Inner Self (Trommespor)"
12. "Mass Hypnosis (Trommespor)"

Spor 10-12 er bonusspor på genudgivelsen fra 1997

## Fodnoter
1. ↑  Barcinski & Gomes 1999, side 83.
2. 1 2  Kay (1997), bemærkning fra Beneath the Remains-omslaget.
3. ↑  Rivadavia, Eduardo. "( Beneath the Remains > Overview )". allmusic.com. Hentet 15. december 2008. {{cite web}}: Ekstern henvisning i |publisher= (hjælp)
4. ↑  Terrorizer #109 (2003), side 35 (ukendt forfatter).
5. ↑  Barcinski & Gomes 1999, side 69.
6. 1 2  Barcinski & Gomes 1999, side 60.
7. ↑  Barcinski & Gomes 1999, side 67.
8. ↑  Barcinski & Gomes 1999, side 64.
9. ↑  Barcinski & Gomes 1999, side 64 & 66.